# Spedizione al K2 del 1954

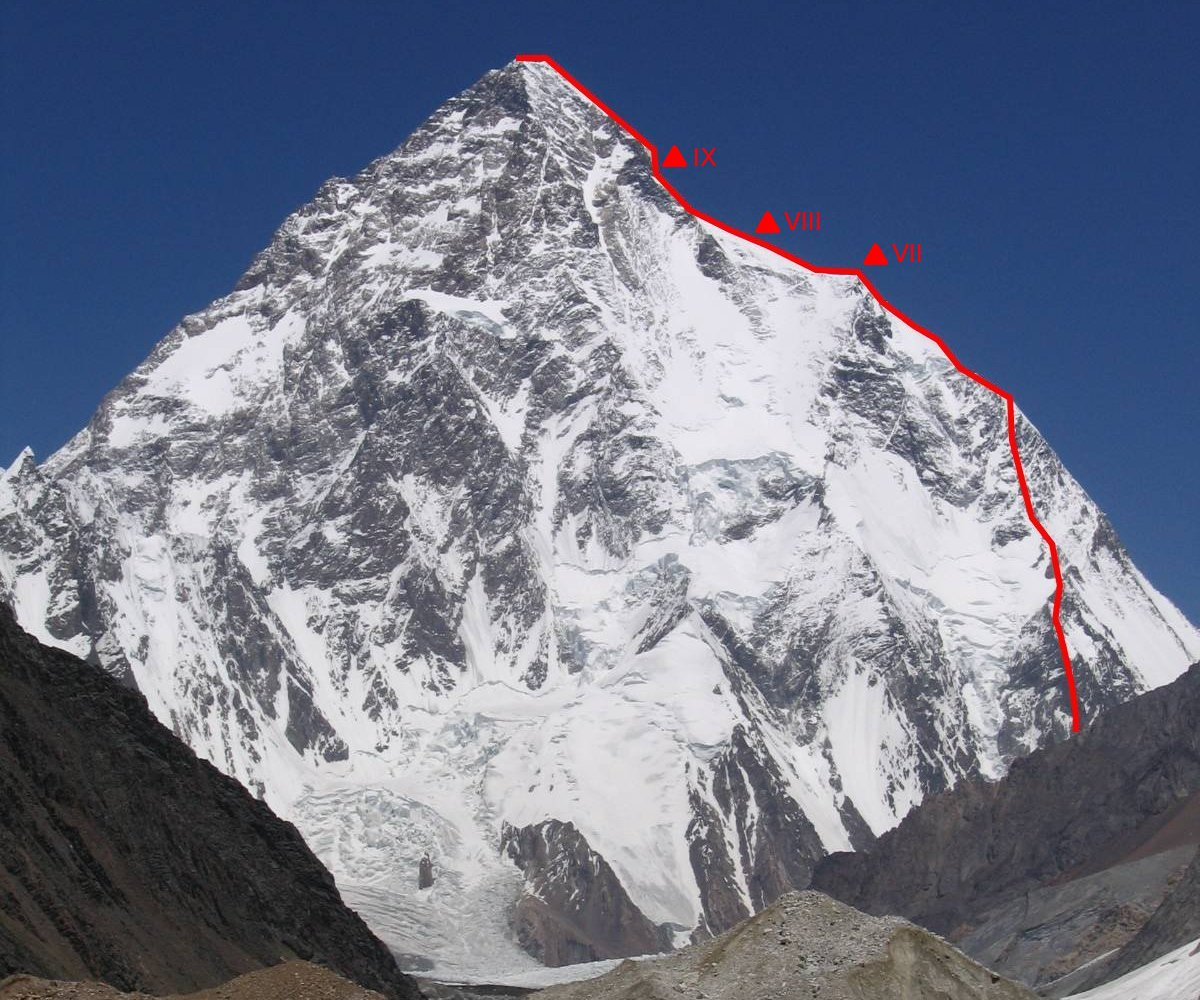
Il versante pakistano del K2 e la via seguita per la prima scalata dalla spedizione italiana del 1954: lo Sperone degli Abruzzi o cresta sudest. Sono mostrati inoltre gli ultimi campi.

La spedizione al K2 del 1954 è stata una spedizione alpinistica italiana patrocinata dal Club Alpino Italiano, dal Consiglio Nazionale delle Ricerche, dall'Istituto Geografico Militare e dallo Stato italiano, e guidata da Ardito Desio. La spedizione portò il 31 luglio 1954, per la prima volta nella storia, al raggiungimento della vetta del K2, la seconda montagna più alta del mondo.
La via seguita fu lo Sperone degli Abruzzi e i due alpinisti che raggiunsero la vetta furono Achille Compagnoni e Lino Lacedelli, con il supporto dell'intero gruppo. Un contributo fondamentale fu fornito da Walter Bonatti e Amir Mahdi che, con un'impresa senza precedenti e affrontando il rischio della morte in un forzato bivacco notturno a oltre 8100 metri, trasportarono a Compagnoni e a Lacedelli le bombole d'ossigeno rivelatesi poi essenziali al compimento della missione.

## Componenti della spedizione

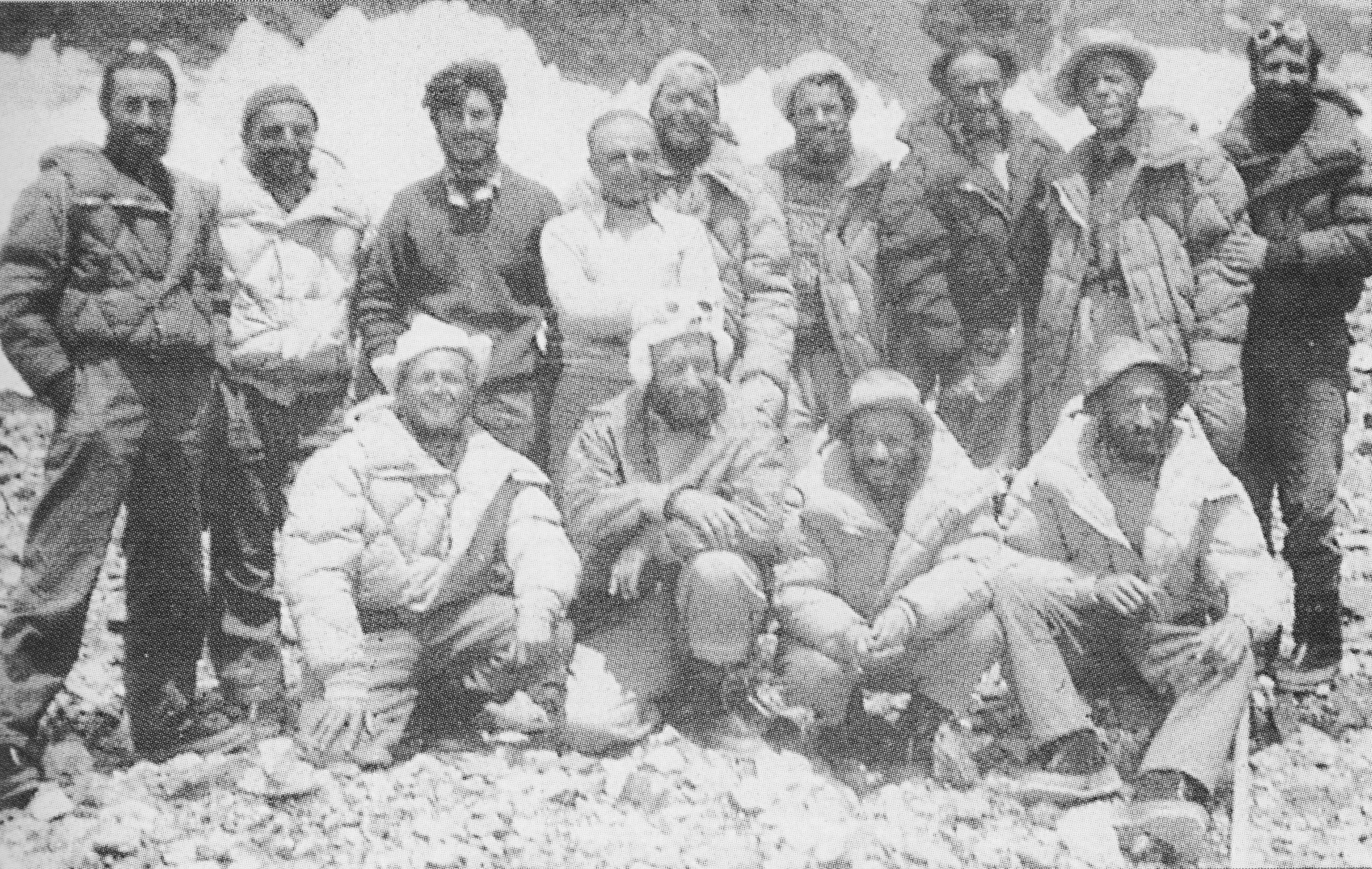
Componenti della spedizione al campo base. Al centro Ardito Desio.

La spedizione del 1954 al K2 era costituita, oltre ad un gran numero di portatori di bassa quota utilizzati per portare il materiale della spedizione dall'ultimo scalo aereo al campo base, da 30 componenti:
13 alpinisti italiani:
- Erich Abram (1922-2017): nonostante non fosse molto noto al grande pubblico, presentava un ampio curriculum di salite di sesto grado nelle Dolomiti.
- Ugo Angelino (1923-2016[4]): di professione rappresentante di commercio, aveva svolto la maggior parte della sua attività alpinistica nelle Alpi Occidentali[5].
- Walter Bonatti (1930-2011): con i suoi 24 anni (compiuti il 22 giugno durante la spedizione) era il più giovane della spedizione. Nonostante questo era già considerato tra i più forti alpinisti del mondo grazie alle sue realizzazioni tra cui la parete est del Grand Capucin.
- Achille Compagnoni (1914-2009) (giunto in vetta il 31 luglio): guida alpina e maestro di sci, con attività alpinistica soprattutto sul Monte Rosa e sul Cervino.
- Mario Fantin (1921-1980) (fotografo e cineoperatore): nonostante non presentasse un curriculum alpinistico sullo stesso livello dei suoi compagni, era conosciuto per le sue riprese fotografiche e cinematografiche in ambito alpinistico.
- Cirillo Floreanini (1924-2003): aveva compiuto notevoli imprese alpinistiche nelle Alpi Giulie. Di professione faceva il disegnatore[6].
- Pino Gallotti (1918-2008): in quanto ingegnere, fu designato come responsabile del materiale tecnico della spedizione, fra cui le bombole d'ossigeno. Fu suo anche il compito di redigere il diario della spedizione[7]. Alpinisticamente aveva una notevole esperienza nelle Alpi Occidentali e in particolare sul Monte Bianco[8].
- Lino Lacedelli (1925-2009) (giunto in vetta il 31 luglio): guida alpina e maestro di sci, facente parte del gruppo degli Scoiattoli di Cortina, aveva compiuto diverse salite estreme sulle Dolomiti, ma aveva esperienza anche nelle Alpi Occidentali.
- Guido Pagani (1917-1988): in quanto medico e alpinista di discreto livello, fu selezionato quale medico della spedizione.
- Mario Puchoz (1918-1954) (deceduto per edema polmonare nelle prime fasi della spedizione): guida alpina, svolgeva la maggior parte della sua attività sul Monte Bianco.
- Ubaldo Rey (1923-1990): guida alpina e gestore di un rifugio alpino, con notevole esperienza sul Monte Bianco e nelle Alpi Occidentali in genere[9].
- Gino Soldà (1907-1999): il più anziano del gruppo (47 anni) con notevole esperienza nel sesto grado sulle Dolomiti.
- Sergio Viotto (1928-1964): guida alpina e falegname, aveva salito tutte le "grandi classiche" del Monte Bianco.

10 alpinisti hunza: indicati ufficialmente come "portatori d'alta quota", fra questi Amir Mahdi raggiunse 8100 metri (nei pressi dell'ultimo campo), e Isakhan raggiunse i 7300 metri del campo VII
5 ricercatori:
- Ardito Desio: capo spedizione e geologo.
- Paolo Graziosi: archeologo, docente presso l'Università degli Studi di Firenze.
- Antonio Marussi: geofisico, direttore dell'Istituto di Geofisica dell'Università degli Studi di Trieste.
- Bruno Zanettin: petrografo, docente dell'Istituto di Geologia presso l'Università degli Studi di Padova.
- Francesco Lombardi: geodeta[10] e topografo dell'Istituto Geografico Militare.

2 membri pakistani:
- Muhammad Ata-Ullah: osservatore del governo pakistano.
- Badshajan: aiuto topografo.

Furono inoltre assunti moltissimi portatori Balti per il trasporto del materiale lungo il ghiacciaio del Baltoro fino al campo base, sul ghiacciaio Godwin-Austen.

## Storia
Le operazioni cominciano tra la fine di maggio e gli inizi di giugno. Si allestiscono i primi campi. Il 21 giugno Mario Puchoz muore al campo II, di polmonite secondo la versione ufficiale dell'epoca (in realtà un edema polmonare) e viene seppellito nei pressi del campo base, in corrispondenza del memorial Gilkey.
Viene predisposta una serie di corde fisse per consentire agli alpinisti di muoversi agevolmente tra il campo base e i campi avanzati, al fine di acclimatarsi all'alta quota e trasportare in alto il materiale destinato alla salita in vetta. Viene costruita una piccola teleferica manuale nella parte più bassa del percorso.
Il 18 luglio le due cordate composte da Bonatti-Lacedelli e Compagnoni-Rey finiscono di predisporre i circa 700 metri di corde fisse sulla cosiddetta Piramide Nera, la difficile zona rocciosa poco sotto i 7000 metri che contiene il famoso Camino Bill. Gli alpinisti, aiutati dai portatori hunza, si alternano nel trasporto di viveri ed altri rifornimenti ai campi avanzati.
Il 25 luglio viene raggiunta la quota di 7345 m ed allestito il campo VII nel luogo dove si era trovato il campo VIII della spedizione americana del 1953. Seguono 2 giorni di maltempo.

### Gli ultimi campi

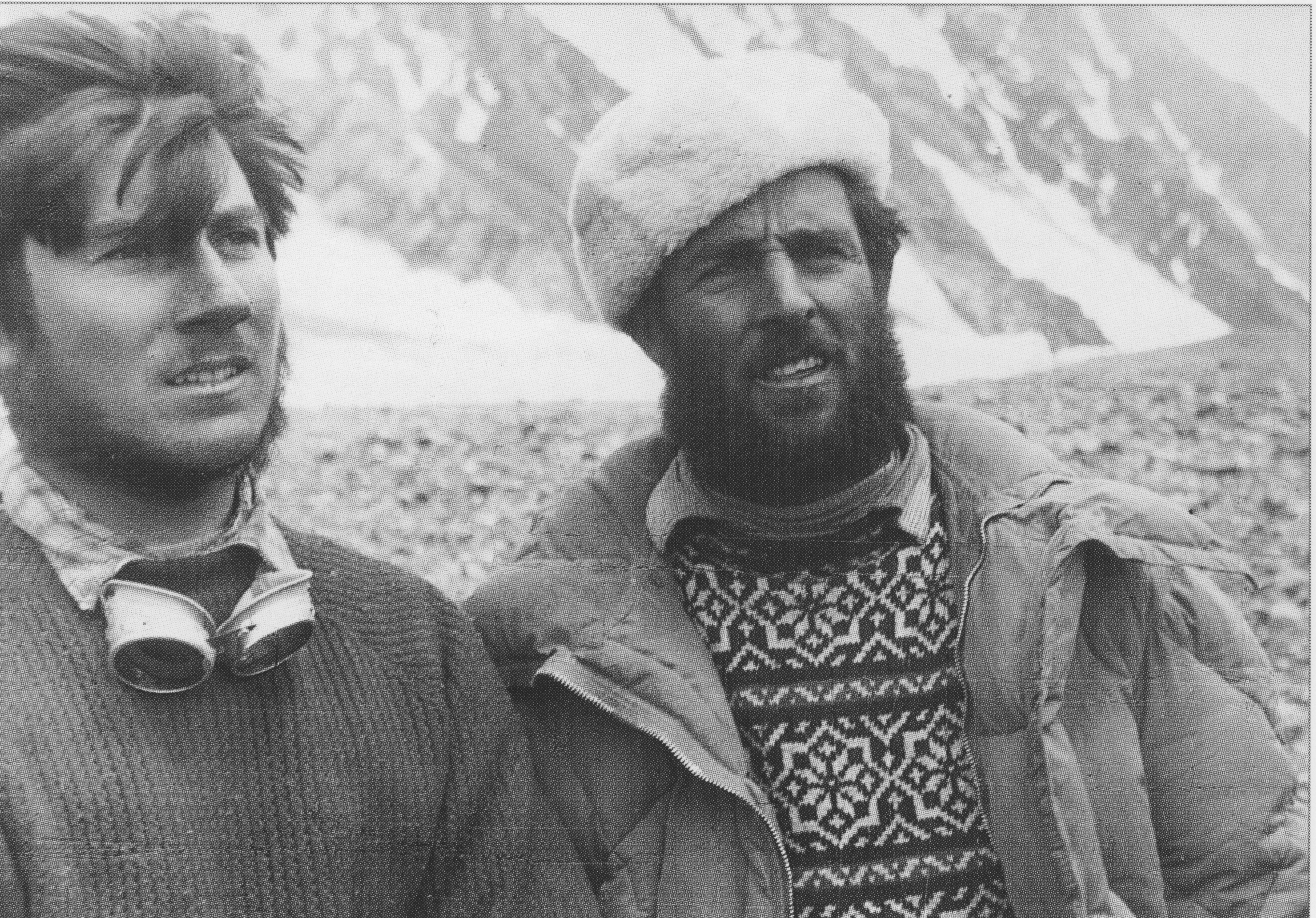
Walter Bonatti ed Erich Abram al campo base.

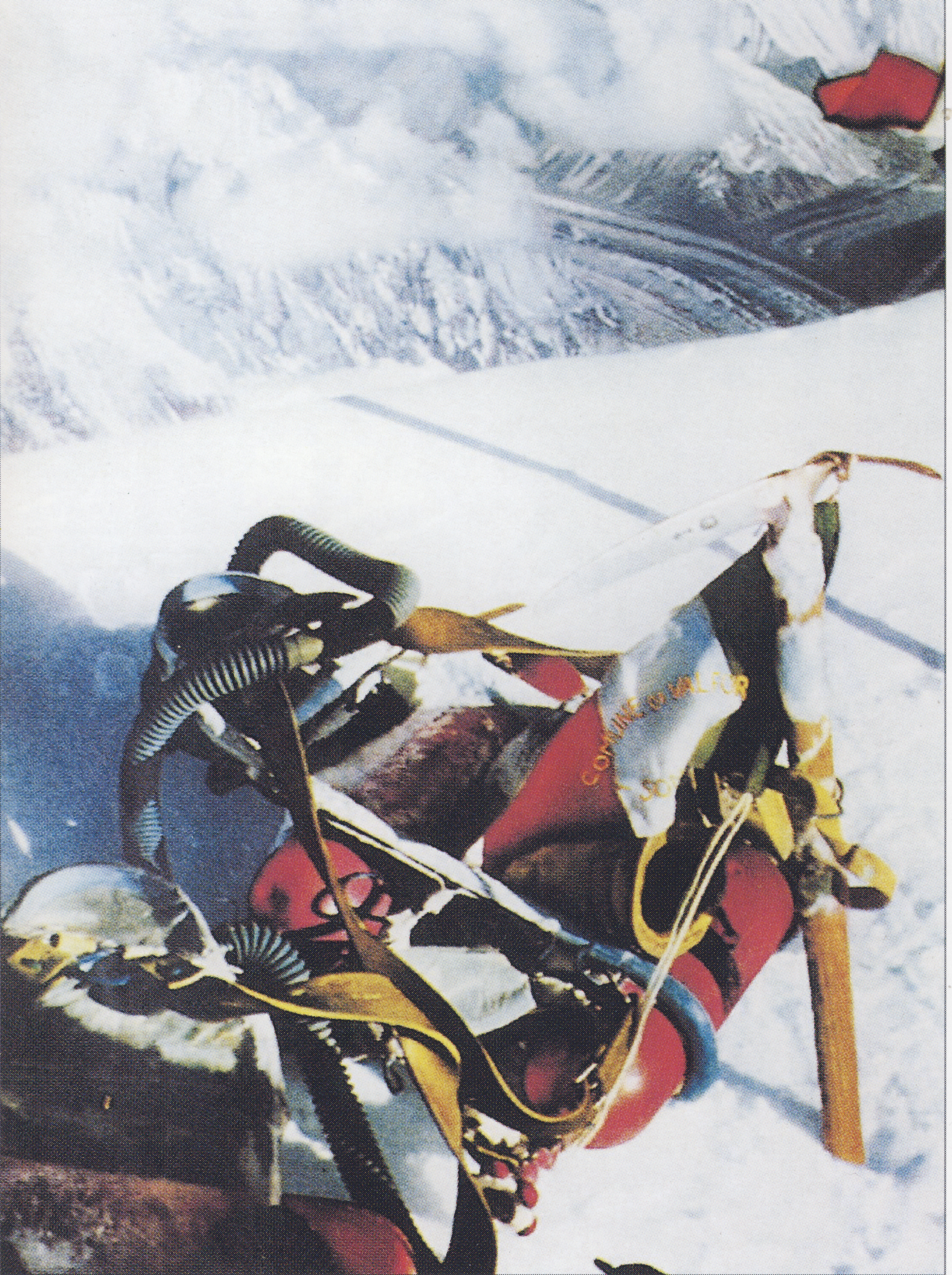
Foto scattata in vetta da Compagnoni.

- 28 luglio. Abram, Compagnoni, Gallotti, Lacedelli e Rey partono dal campo VII per andare a montare il campo VIII a 7750 m. Bonatti, indebolitosi negli ultimi due giorni per problemi di digestione, resta al campo VII. Rey (inizialmente designato per raggiungere la vetta insieme a Compagnoni), dopo una mezzora e 50 m di dislivello, colto da malore, è costretto ad abbandonare il suo carico e a rientrare al campo VII. Gli altri 4 montano il campo VIII più in basso del previsto, a una quota di 7627 m, al riparo di un muro di ghiaccio. Compagnoni e Lacedelli vengono designati per raggiungere la vetta, e passano la notte del 28 luglio al campo VIII, gli altri (Abram e Gallotti) riscendono al campo VII. Gallotti, durante la discesa, scivola sul ghiaccio per 50 ~ 70 m, non riesce a piantare la piccozza ma fortunatamente si gira e riesce a fermarsi piantando un rampone.
- 29 luglio. Compagnoni e Lacedelli partono dal campo VIII per montare il campo IX alla quota prevista di 8100 m, ma riescono soltanto a salire lungo il muro di ghiaccio per un centinaio di metri e sono costretti ad abbandonare il loro carico e a rientrare distrutti al campo VIII. Abram e Gallotti, ancora un po' stanchi, insieme a Rey e Bonatti, con quest'ultimo che si è invece ben ristabilito, partono dal campo VII verso il campo VIII, per trasportare materiale tra cui 2 bastini con bombole di ossigeno. Ma dopo poco Abram e Rey, sfiniti, abbandonano il loro carico e ridiscendono. Abram cercherà di riprendersi al campo VII, Rey sarà costretto dal mal di montagna a fare ritorno al campo base. Restano sul posto i due bastini con le bombole d'ossigeno mentre Bonatti e Gallotti continuano a portare viveri e altro materiale indispensabile al campo VIII che raggiungono nel pomeriggio per piantarvi una nuova tenda. La sera al campo VIII viene deciso che Compagnoni e Lacedelli partiranno il giorno successivo con il materiale per allestire il campo IX, piazzandolo però più in basso di quanto previsto, di modo da consentire a Bonatti e Gallotti di scendere a recuperare le bombole d'ossigeno, fondamentali per la salita e rimaste nei pressi del campo VII, e di portarle poi al campo IX. Si decide quindi di installare il campo IX a 7900 m. I quattro passano la notte al campo VIII.
- 30 luglio. Compagnoni e Lacedelli partono per installare il campo IX alla quota di circa 7900 m concordata la sera prima. Bonatti e Gallotti invece scendono fino a 7400 m per recuperare i due bastini con le bombole di ossigeno, abbandonativi il giorno prima. Sono raggiunti nel frattempo, dal campo VII, da Abram e dagli hunza Mahdi e Isakhan. Bonatti e Mahdi, i più in forma, si caricano sulle spalle le bombole mentre gli altri prendono i viveri e tutti e quattro salgono fino al campo VIII, dove Gallotti e Isakhan si fermano. Alle 15.30, dopo un riposo di 1 ora e mezza, Bonatti, Abram e Mahdi partono verso il campo IX, alternandosi nel trasporto delle bombole. I tre alpinisti superano il muro di ghiaccio e raggiungono il plateau sovrastante circa un'ora dopo, ma non trovano il campo nel punto concordato. Riescono a comunicare a voce con Compagnoni e Lacedelli, gridando per farsi dare indicazioni. Compagnoni e Lacedelli rispondono di seguire le tracce. Verso le 17.30-18 ci sono altri scambi di voci tra i due gruppi. Abram, sfinito, è costretto a riscendere. In seguito gli alpinisti non riusciranno a comunicare per diverse ore.
Bonatti e Mahdi continuano quindi a salire verso il campo IX. Ma, essendo questo più in alto di quanto concordato, non riescono a raggiungerlo prima del sopraggiungere dell'oscurità. Quando arriva il buio i due si trovano a circa 8100 m su un ripido pendio ghiacciato sotto una fascia rocciosa (in seguito nota come "il collo di bottiglia")[13] e non sono in grado né di scendere né di salire senza luce. Chiamando a gran voce riescono finalmente a farsi udire da Lacedelli. Individuano la luce della torcia del campo in diagonale alla loro sinistra, oltre un pericoloso canale, impossibile da attraversare al buio. Lacedelli dice loro di lasciare le bombole e scendere, Bonatti risponde che potrebbe riscendere ma che Mahdi non è in grado. Vi è tuttavia un difetto nella comunicazione e Lacedelli si convince che i due stiano riscendendo, e rientra quindi nella sua tenda non sentendo più i loro richiami. Bonatti e Mahdi passano quindi la notte tra il 30 e il 31 luglio all'aperto, su di uno scalino di sessanta centimetri[14] scavato nella neve con le piccozze, affrontando un bivacco notturno senza tenda e senza sacchi a pelo nella zona della morte, con temperature di -50°, aggravato da una bufera scatenatasi nella notte. Mahdi è in stato confusionale e Bonatti deve trattenerlo più volte per evitare che cada nel canalone.
- 31 luglio. Alle primissime luci (4.30 circa) Mahdi, che ha riportato gravi congelamenti a mani e piedi ed è ancora in stato confusionale, comincia a scendere, ignorando Bonatti che invece consiglia di aspettare il sorgere del sole, arrivando al campo verso le 5.30. Verso le sei anche Bonatti inizia a scendere, e giunge al campo VIII intorno alle 7.30.[15] Compagnoni e Lacedelli partono dal campo IX verso le 6.30 e raggiungono il bivacco di Bonatti-Mahdi per recuperare le bombole di ossigeno lasciate dagli stessi Bonatti e Mahdi; tra le 8.00 e le 8.30 iniziano quindi l'ascensione alla vetta facendo uso di ossigeno per tutta la salita. Alle ore 18 del 31 luglio 1954, Achille Compagnoni e Lino Lacedelli raggiungono la vetta a 8611 m: l'hunza Isakhan e gli altri alpinisti rimasti al campo VIII a 7627 m (Bonatti, Gallotti, Abram e Mahdi) li vedono raggiungere la vetta. Sulla vetta piantano una piccozza con le bandiere italiana e pakistana, e si tolgono i guanti per scattarsi vicendevolmente alcune foto. Per questo Compagnoni riporterà gravi congelamenti a due dita che dovranno in seguito essere amputate e lo stesso successe a Lacedelli ad un pollice. Dopo qualche tempo, cominciano la discesa. Raggiungono il campo VIII verso le 23 e festeggiano con i loro compagni.

La notizia giunse in Italia a mezzogiorno del 3 agosto e fu accolta con grande entusiasmo e come simbolo della rinascita del Paese nel dopoguerra: da quel momento il K2 divenne per tutti “la montagna degli italiani”.

## Via alpinistica

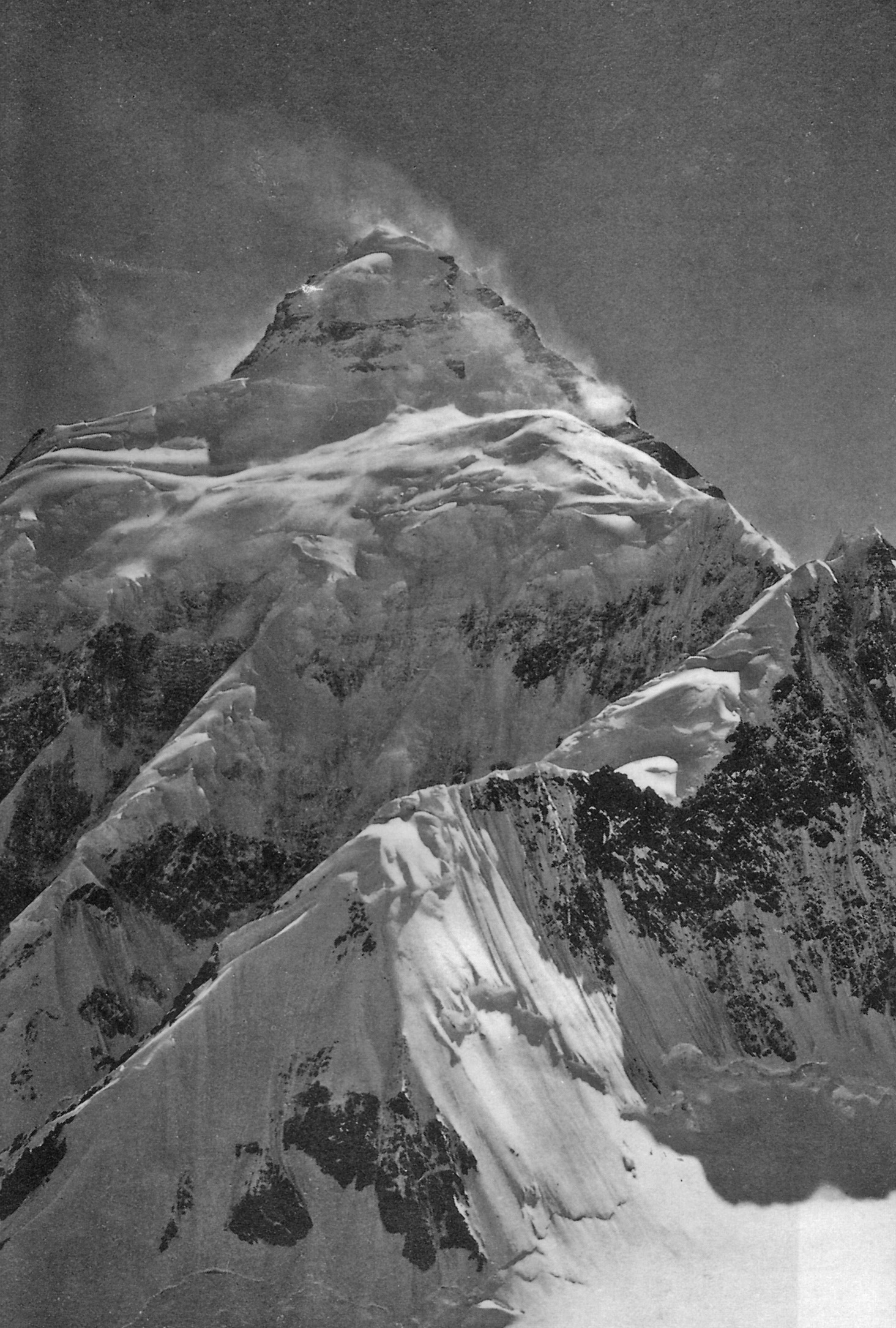
K2 da est, fotografato da Amedeo di Savoia Duca degli Abruzzi nella spedizione del 1909.

La via seguita fu lo Sperone Abruzzi, scoperto nel 1909 dalla spedizione di Luigi Amedeo di Savoia duca degli Abruzzi.
Per la conquista della vetta furono posti i seguenti campi (quote secondo la relazione ufficiale di Desio):
- 4970 m: campo base
- 5580 m: campo I
- 6095 m: campo II
- 6378 m: campo III
- 6560 m: campo IV
- 6678 m: campo V
- 6970 m: campo VI
- 7345 m: campo VII
- 7627 m: campo VIII
- 7990 m: bivacco Bonatti-Mahdi. La quota non è però corretta in quanto il bivacco, piuttosto, è da situarsi a poco più di 8100 m.[19]
- 8050 m (8060 m sulle carte IGM): campo IX. La quota non è però corretta in quanto in effetti il campo venne posto forse tra 8150 e 8160 m, a quota di poco superiore al bivacco Bonatti-Mahdi.[20]

## Gestione della spedizione
La complessità dei problemi e la gravità dei rischi da affrontare, la responsabilità di un'impresa caricata in Italia di molti significati extra-alpinistici e nazionalistici, indussero Ardito Desio a impostare la spedizione con pugno di ferro e disciplina militare, così come Karl Maria Herrligkoffer aveva fatto l'anno prima con la spedizione al Nanga Parbat. Ma come allora, anche qui questo comportamento fu, in seguito, all'origine di molte critiche e polemiche.
Ardito Desio, per quanto fosse capo della spedizione, non salì mai oltre la quota del campo base (4970 m) e demandò a Compagnoni il comando della spedizione in quota, limitandosi a emettere dal campo base quattordici ordini di servizio dattiloscritti, che venivano poi fatti recapitare, anche con notevole ritardo, ai campi più alti. Il modo autoritario con cui coordinò l'andamento della missione gli guadagnò l'appellativo ironico di "ducetto".

### Gli esclusi
Dal team fu inspiegabilmente escluso Riccardo Cassin, che l'anno precedente aveva condotto con Desio la ricognizione sul posto, il quale fu lasciato a casa in seguito al risultato di discussi esami medici. Secondo un'opinione diffusa, il professor Desio temeva che la forte personalità ed il carisma del Cassin potessero mettere in discussione la sua leadership, adombrandone il merito in caso di riuscita dell'impresa. In effetti, in seguito i referti medici degli esami si riveleranno artefatti, palesemente falsificati e sollecitati.
Esclusi dalla spedizione furono anche qualificati alpinisti come Cesare Maestri e Gigi Panei, sempre in base ai sollecitati falsi referti medici. A Cesare Maestri durante le visite mediche venne riscontrata un'ulcera allo stomaco, che poi si è appurato non esistere.
Gigi Panei, come Cassin, venne escluso per via del suo carattere duro e inflessibile che avrebbe potuto rappresentare un problema per Desio. Al posto di Panei venne convocato Sergio Viotto, il suo giovane compagno di cordata nella prima invernale della Cresta dell'Innominata, sul Monte Bianco.

## Il caso K2

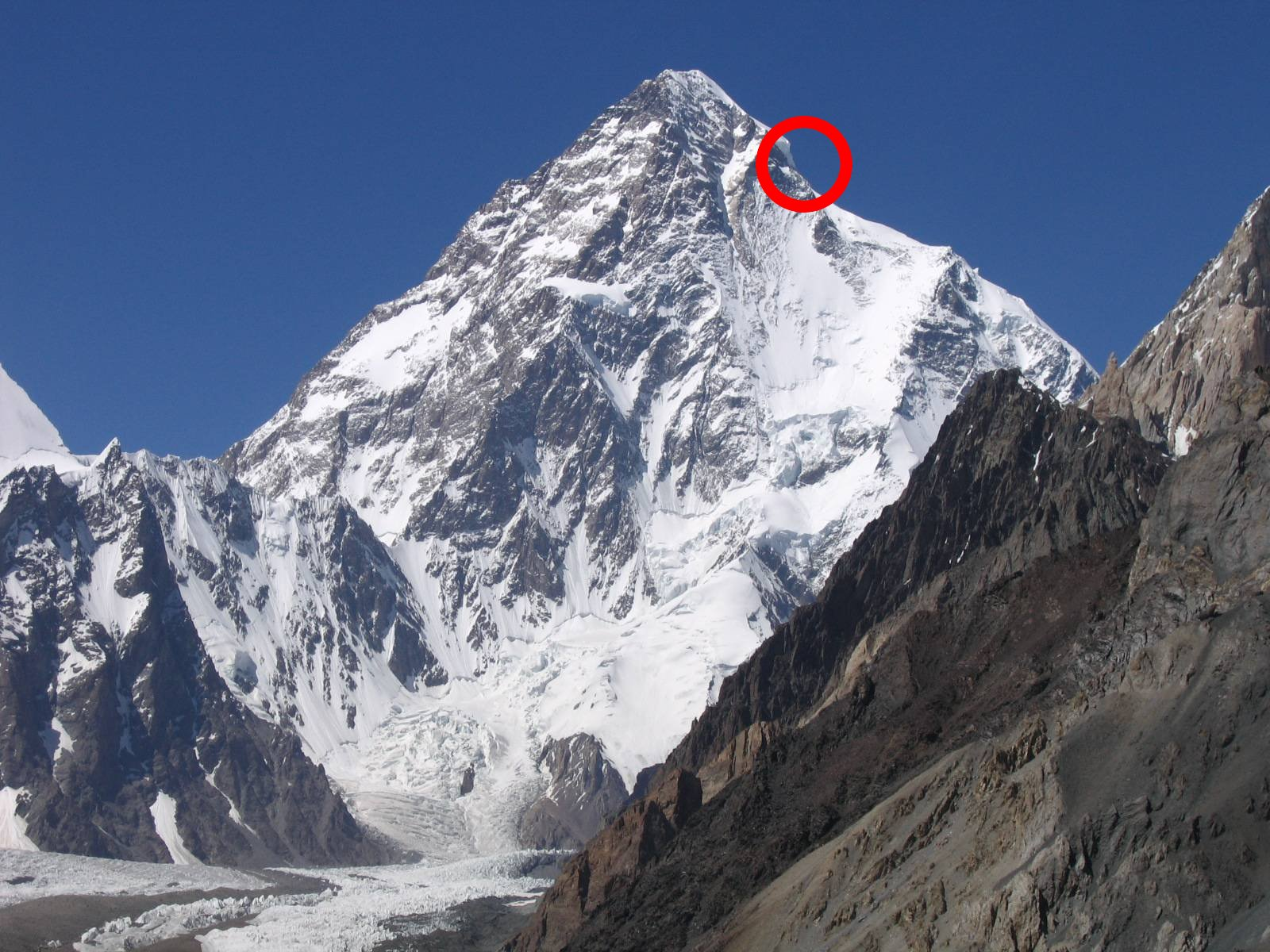
Posizione del campo IX e del bivacco Bonatti-Mahdi, luogo degli eventi drammatici occorsi nella notte fra il 30 e il 31 luglio 1954.

Con "caso K2" ci si riferisce ad una serie di polemiche riguardanti gli eventi svoltisi tra il 30 e il 31 luglio 1954 nella zona compresa tra l'ottavo campo della spedizione e la vetta del K2. La polemica si concentra in particolare su alcune importanti discrepanze esistenti tra la relazione ufficiale redatta da Ardito Desio e la versione dei fatti raccontata da Walter Bonatti nei suoi libri, a partire da Le mie montagne del 1961.

### La relazione ufficiale
Subito dopo il ritorno degli alpinisti dalla spedizione al K2 fu presentato al Club Alpino Italiano un resoconto degli eventi scritto da Desio e adottato dal CAI come relazione ufficiale della spedizione. In seguito il resoconto fu pubblicato in forma di libro col titolo La conquista del K2. In questa relazione la narrazione degli eventi svoltisi nei campi avanzati era affidata ad Achille Compagnoni (si tenga presente che Desio non salì mai al di sopra del campo base). Bonatti notò alcune discrepanze tra gli eventi e il racconto, e ne rimase amareggiato. Nel racconto di Compagnoni infatti si riferiva che gli alpinisti del campo IX avevano chiamato ripetutamente Bonatti per tentare di contattarlo e solo molto tardi egli aveva risposto, mentre Bonatti e Mahdi riferivano il contrario. La quota del bivacco Bonatti veniva indicata sul plateau a quota 7900 metri, notevolmente più in basso di quanto riferito da Bonatti stesso, in un luogo dove le comunicazioni a voce sarebbero state notevolmente più difficili e dal quale Bonatti e Mahdi sarebbero potuti facilmente scendere anche al buio, senza quindi la necessità di bivaccare. La carta topografica realizzata dall'Istituto Geografico Militare riportava gli stessi dati. Vi era inoltre una discrepanza relativa agli orari. Compagnoni e Lacedelli infatti sostenevano di essere partiti dalla tenda all'alba (verso le 4.00 - 4.30) e di aver recuperato le bombole alle 6.00 circa, differentemente da quanto sosteneva Bonatti il quale diceva di aver abbandonato il bivacco alle sei e di averlo avuto in vista almeno fino alle sette, senza tuttavia avvistare i due compagni. Bonatti inoltre riferisce di aver udito durante la propria discesa un richiamo e, pur non vedendo nessuno, aver agitato la piccozza in segno di saluto. Compagnoni e Lacedelli confermarono nel loro racconto di aver avvistato un uomo che scendeva e, stupiti dato che non sapevano nulla del bivacco, di aver lanciato un richiamo e di averlo visto agitare la piccozza, ma indicarono quella persona come Mahdi, e non Bonatti.
Un altro particolare poco chiaro riguardava l'uso dell'ossigeno. Infatti Compagnoni sosteneva che questo si fosse esaurito verso le 16.00, quando i due alpinisti (a loro dire) si trovavano a quota 8400, circa 200 metri sotto la vetta.
L'anno successivo uscì il film documentario Italia K2, che raccontava gli eventi utilizzando le immagini girate da Mario Fantin. Nella prima versione del film il contributo di Bonatti e Mahdi non era menzionato. A fronte delle proteste di Bonatti il film fu modificato, con l'inserimento, in una scena di qualche secondo in cui venivano mostrati panorami, della voce narrante che diceva che Bonatti e Mahdi avevano bivaccato per portare l'ossigeno in alta quota.
La questione non ebbe seguito in quel periodo. Bonatti infatti, pur ritenendo che il suo contributo alla spedizione fosse stato sminuito, ritenne di aspettare un chiarimento privato con i propri compagni, mentre il CAI non voleva alimentare polemiche che avrebbero rovinato l'immagine della spedizione. Inoltre Bonatti, come tutti i partecipanti alla spedizione, aveva firmato con Desio un contratto che impediva di fare dichiarazioni e resoconti scritti sulla spedizione per alcuni anni.

### La polemica sulla stampa pakistana
Subito dopo la spedizione ci fu una campagna di protesta della stampa pakistana contro il trattamento che era stato riservato all'hunza Mahdi, che riportò gravi amputazioni. Compagnoni fu considerato responsabile e accusato di aver ordinato a Mahdi di fermarsi a 500 m dalla vetta dopo essersi fatto aiutare nella salita e di averlo abbandonato ad un bivacco di fortuna notturno. Questo richiese un chiarimento sugli avvenimenti degli ultimi giorni che avvenne sotto forma di una lettera firmata il 1º settembre 1954 da tutti i protagonisti, ed inoltre anche da Ata Ullah con la mediazione diplomatica dell'ambasciatore italiano Benedetto D'Acunzo, che condusse un'inchiesta in merito.

### Il processo per diffamazione
La polemica non si riaccese fino al 1964. Tre anni prima era uscita l'autobiografia di Bonatti Le mie montagne, nella quale per la prima volta l'alpinista dedicava un capitolo intero al racconto degli eventi del K2. Qui Bonatti ricostruiva la sequenza degli avvenimenti del pomeriggio del 30 e della notte passata sul pendio, evidenziando il comportamento di Compagnoni e Lacedelli. Quasi tre anni dopo, in occasione del decennale dell'impresa, sulla Gazzetta del Popolo il 26 luglio e il 1º agosto 1964 furono pubblicati due articoli a firma di Nino Giglio che formulavano 3 pesanti accuse contro Bonatti:
1. Di aver progettato e tentato di raggiungere la vetta insieme a Mahdi a cui aveva offerto del denaro, sopravanzando Compagnoni e Lacedelli, all'insaputa e contro la volontà di Compagnoni e Lacedelli, privandoli dell'ossigeno loro destinato e proseguendo con lo stesso invece di lasciarlo ai suoi compagni;
2. Di aver messo in pericolo la riuscita dell'assalto finale di Compagnoni e Lacedelli servendosi per circa 1 ora delle bombole d'ossigeno durante il bivacco, sottraendogli così la quantità di ossigeno corrispondente che si sarebbe quindi esaurito due ore prima di giungere in vetta a 8400 m di quota, mettendo così a rischio la vita di Compagnoni e Lacedelli;
3. Una volta fallito il suo piano, di aver codardamente abbandonato la mattina del 31 luglio l'hunza Mahdi, in difficoltà per congelamenti ai piedi, nel bivacco di fortuna dove avevano passato la notte insieme, scendendo al campo VIII senza attenderlo.

Gli articoli riportavano come fonte Compagnoni stesso e Ata Ullah, il quale riferiva la versione di Mahdi. Si sosteneva inoltre che questi fatti erano stati "confessati" da Bonatti durante l'inchiesta di D'Acunzo.
A seguito di quegli articoli, Bonatti fece causa per diffamazione contro il giornalista Nino Giglio.
1. La prima accusa veniva contestata affermando che a Mahdi era stato sì prospettato di arrivare in vetta (da Eric Abram, l'unico che parlasse inglese) ma che si era trattato di uno stratagemma per convincerlo a fare la fatica di portare in alto le bombole,  esistendo una possibilità (presentata dallo stesso Compagnoni) che uno o entrambi gli alpinisti di testa venissero sostituiti se ci fosse stato qualcuno in migliori condizioni. Si affermava inoltre che era impossibile che Bonatti, alpinista esperto, pianificasse volontariamente un bivacco in altissima quota, al quale aveva poche possibilità di sopravvivere. Si faceva infine notare come lo stesso Compagnoni affermasse che una volta giunto il buio sarebbe stato estremamente pericoloso per Bonatti e Mahdi tentare di raggiungere il campo, e che quindi il fatto di non averlo raggiunto non poteva essere volontario.
2. Riguardo all'utilizzo delle bombole d'ossigeno si faceva notare che per utilizzarle erano necessari gli erogatori e le maschere, e gli unici disponibili erano in possesso di Compagnoni e Lacedelli. Bonatti quindi non avrebbe potuto far uso dell'ossigeno né progettarlo. Inoltre i tempi di durata delle bombole indicati da Compagnoni e Lacedelli (dalle sei alle sedici, quindi dieci ore) coincidevano con quelli indicati per le bombole a piena efficienza.
3. Per la terza accusa ci si richiamava a quanto riferito da Gallotti e Abram, i quali avevano visto Mahdi rientrare prima di Bonatti, che quindi non lo aveva affatto abbandonato.

Il giudice interrogò Gallotti e Abram (quest'ultimo era anche responsabile tecnico per le bombole) e richiese una deposizione di Mahdi, che fu effettuata in Pakistan ed inviata in Italia. Mahdi affermò che Bonatti aveva effettivamente intenzione di precedere Compagnoni e Lacedelli in vetta e di utilizzare l'ossigeno (il quale tuttavia non era stato utilizzato «perché non ce ne fu bisogno») ma ammetteva di aver dedotto da solo quali fossero le sue intenzioni, in quanto nessuno dei due conosceva la lingua dell'altro e quindi comunicavano a gesti. Mahdi inoltre negò che Bonatti l'avesse abbandonato. Le testimonianze di Abram e Gallotti furono favorevoli a Bonatti, e il verbale dell'ambasciatore d'Acunzo dimostrò che egli non aveva mai dichiarato di voler precedere in vetta Compagnoni.
Bonatti vinse il processo e donò l'indennizzo a un'associazione caritatevole. Nino Giglio dovette pubblicare un articolo di smentita.
In seguito Bonatti sentì la necessità di raccontare la propria versione dei fatti al pubblico, al quale era stata raccontata solo la versione ufficiale. Pubblicò così nel 1985 un libro-dossier intitolato Processo al K2 seguito da K2 - Storia di un caso (1998) e K2 - La verità (2003).

### La ricostruzione di Robert Marshall
Un contributo fondamentale alla spiegazione di come potessero integrarsi le contraddittorie versioni date dai protagonisti sugli eventi, fu proposta nel 1994 da un australiano appassionato di alpinismo, il dottor Robert Marshall di Melbourne, sulla base di alcune foto ritenute a torto mai pubblicate in Italia e pubblicate nel 1955 sull'annuario svizzero Berge der Welt e nella sua traduzione in inglese The Mountain World. Queste foto, in realtà erano state pubblicate con grande evidenza a corredo dell'articolo pubblicato sul Corriere della Sera del 28 Settembre 1954, nel quale per la prima volta raccontava le fasi finali dell'ascesa alla vetta del K2, ma senza che ne venissero dedotte le considerazioni poi date da Marshall. 
Tali foto, le prime scattate in vetta, mostrano Compagnoni mentre si toglie i guanti e con la maschera dell'ossigeno sul volto. Il tubo della maschera è visibile ancora attaccato alla maschera. In un'altra foto si vede Lacedelli ritratto sulla cima della montagna che, pur non avendo la maschera, presenta intorno alla bocca della brina, da cui si poteva dedurre che avesse smesso di respirare da poco attraverso il respiratore, anche se in realtà la formazione di brina sulla barba è stata osservata anche in alpinisti che non hanno fatto uso di bombole. Inoltre, cosa più importante, ai suoi piedi è posato sulla neve il basto con le bombole, segno che erano state trasportate fino in cima alla montagna invece di essere lasciate dopo il presunto esaurimento dell'ossigeno. Quest'ultima foto era stata pubblicata anche sui documenti ufficiali, ma con un ingrandimento minore, cosicché il particolare era passato inosservato. Da questi particolari Marshall concluse che inevitabilmente che i due alpinisti avevano respirato l'ossigeno fino in vetta; una volta esaurito l'ossigeno nelle bombole le maschere e soprattutto le bombole (pesante decine di Kg) avrebbero costituito un intralcio alla respirazione e alla salita.
In verità, Compagnoni e Lacedelli giustificarono l'uso delle maschere d'ossigeno fino in vetta come uno stratagemma per proteggere le vie respiratore dal freddo e umidificare l'aria. Giustificarono il trasporto dei pesanti basti recanti ciascuno tre bombole vuote (circa 19 chili ciascuno) con la necessità di eseguire manovre troppo pericolose per toglierli.
In base a queste evidenze e ad uno studio di tutta la documentazione disponibile Marshall ipotizzò uno svolgimento dei fatti diverso da quello dichiarato da Compagnoni e Lacedelli, ma che in un certo senso spiegava anche come questi avessero potuto fare deduzioni errate dei fatti. La versione di Marshall venne sostanzialmente confermata da Bonatti, che ne riportò una traduzione dei punti principali nel suo libro K2 la verità - Storia di un caso.
Secondo la ricostruzione di Marshall, Bonatti e Mahdi avevano tentato di raggiungere il IX campo, ma non avendolo trovato nel luogo stabilito avevano proseguito nel tentativo di raggiungerlo. Questo, a detta di Marshall, poteva aver fatto maturare in Mahdi la convinzione che Bonatti volesse superare Compagnoni e Lacedelli e fare uso dell'ossigeno per raggiungere egli stesso la vetta, prospettiva questa che forse gli era stata suggerita dagli italiani per convincerlo a trasportare le bombole.
Sempre secondo questa ricostruzione dopo la notte all'addiaccio Mahdi era sceso alle primissime luci ignorando i richiami di Bonatti, che invece era sceso dopo l'alba. Compagnoni e Lacedelli quando si erano mossi per recuperare le bombole avevano visto Bonatti scendere e avevano pensato si trattasse di Mahdi. Questo, unito alla constatazione che il pakistano aveva riportato gravi congelamenti mentre Bonatti era illeso, aveva generato la convinzione che Bonatti avesse abbandonato il portatore.
L'ossigeno secondo Marshall era durato fino all'arrivo in vetta. Inoltre ipotizza che sulla scelta da parte di Compagnoni e Lacedelli di posizionare il IX campo in un luogo diverso da quanto concordato avesse influito non solo il pericolo di valanghe, ma anche il timore che Bonatti potesse raggiungere la vetta con loro senza ossigeno, oscurando quindi la loro impresa.
In realtà nella ricostruzione di Marshall si rilevano alcune inesattezze. Diversamente da quanto riportato dallo scrittore australiano, la foto di vetta mostrante Compagnoni con la maschera dell'ossigeno sul volto non fu tenuta nascosta al pubblico italiano, ma pubblicata con grande evidenza nell'articolo del Corriere della Sera del 28 settembre 1954 dal titolo "Compagnoni e Lacedelli sul K2". Inoltre appare contraddittorio il fatto che sul volto di Compagnoni, in una successiva foto, non si rilevi la presenza di brina che, secondo la ricostruzione, è tipica di chi ha respirato da poco in una maschera ad ossigeno. Va rilevato il fatto che le bombole erano progettate con un circuito aperto e che quindi era possibile respirare indossando la maschera anche in caso di esaurimento di ossigeno. Infine i basti erano progettati in modo tale che quando una bombola si esauriva, era possibile staccarla ed abbandonarla alleggerendo notevolmente il carico. Un'attenta osservazione di filmati e delle foto di vetta mostra che effettivamente nei basti in vetta erano posizionate solo 2 bombole (vedi la foto scattata in vetta alle bombole illustrata sopra).

### L'intervento del CAI
Come spedizioni nazionali di altri paesi, anche la nostra ha poi avuto qualche zona d'ombra, che oggi la distanza degli anni consente di considerare con più serenità.

Il CAI ha saputo, ancora nel corso degli anni '50, dirimere le spiacevoli vertenze sorte a proposito dell'organizzazione finanziaria e ne fanno fede i numerosi articoli pubblicati sulla Rivista Mensile tra il 1954 e il 1958 che ne chiariscono gli aspetti con grande sincerità. Queste vertenze sono messe agli atti e oggi nessuno se ne ricorda più.

Era rimasta da dirimere la discordanza interna sul resoconto delle fasi finali dell'ascensione, che il CAI aveva allora lasciato come massa da sbrogliare agli alpinisti stessi coinvolti.

Oggi ci rendiamo conto che fu un errore, anche perché se ne impadronì la stampa non specializzata creando polemiche e spingendo i protagonisti su posizioni estreme, sfociate in processi in tribunale.

In seguito il CAI, per timore di rinnovare le polemiche, non intervenne mai ufficialmente per chiarire la verità storica alpinistica, forse di poco conto per il mondo esterno, ma importante per il mondo alpinistico internazionale e per tutti i protagonisti.

Oggi, per festeggiare con piena dignità la ricorrenza, il Club Alpino Italiano vuole togliere quest'ultima ombra sulle vicende dando al suo organo di stampa ufficiale la voce anche a Walter Bonatti, in omaggio a quelle responsabilità morali che il CAI stesso si era assunto a suo tempo per la parte alpinistica della spedizione.»
(Roberto De Martin, presidente generale del CAI, in La rivista del CAI, Mag-Giu 1994)
Durante queste fasi della vicenda il Club Alpino Italiano si astenne, a detta di Bonatti colpevolmente, dall'intervenire. Subito dopo il ritorno dalla spedizione infatti il CAI era stato coinvolto in una serie di dispute sulla gestione finanziaria della spedizione, le quali vennero totalmente risolte. Allo scoppio del caso K2 tuttavia il CAI ritenne di non prendere alcuna posizione ufficiale «nella convinzione di dover evitare ogni turbamento della memoria di tale prestigioso successo dell'alpinismo italiano».
Un primo tentativo di chiarimento avvenne nel 1969, quando la Commissione Centrale Pubblicazioni del CAI propose a Bonatti di inserire all'interno dell'antologia Alpinismo italiano nel mondo, di cui era allora in preparazione il primo volume, alcuni stralci di Le mie Montagne, l'autobiografia di Bonatti. Bonatti tuttavia non concesse l'autorizzazione, in quanto il CAI, per ragioni di impaginazione, non era disponibile a pubblicare integralmente il capitolo sul K2 (22 pagine) ma proponeva di pubblicarne solo una parte. Nell'antologia, pubblicata infine nel 1972, i testi di Bonatti furono quindi sostituiti con cronache redazionali precedute dall'avviso «Non abbiamo potuto qui pubblicare il testo prescelto e sopra indicato, già composto e impaginato, per il mancato assenso dell'autore alla pubblicazione». Bonatti definì questa vicenda un «subdolo raggiro» e un «ulteriore esempio di comportamento disonesto assunto dal CAI quando si è trovato di fronte a certe sue responsabilità».
Soltanto nel 1994, nel quarantesimo anniversario, il CAI considerò nella loro interezza i documenti relativi alla storia del K2, pubblicando una revisione storica operata da Roberto Mantovani sul Catalogo Ufficiale del Museo Nazionale della Montagna di Torino, catalogo che accompagnava una mostra. Anche nella bibliografia vennero citate le pubblicazioni di Bonatti al riguardo. Sulla rivista del CAI fu pubblicato un articolo che, basandosi su tutti i documenti disponibili, sposava sostanzialmente la versione di Bonatti, riconoscendone il contributo fondamentale alla riuscita della spedizione. La presa di posizione del CAI fu seguita da vari articoli a favore di Bonatti sulla stampa specializzata. Lacedelli ammise che piazzare il campo più in alto del punto concordato «non fu una decisione saggia», pur imputando la responsabilità di questa scelta interamente a Compagnoni.
Nonostante ciò Desio non volle mai discostarsi dalla versione ufficiale scritta anni prima nella sua relazione. Desio tuttavia non era un alpinista e aveva seguito la spedizione stando al campo base.
Bonatti, pur dichiarandosi soddisfatto del riconoscimento, non volle considerare conclusa la faccenda, che a suo dire presentava ancora numerose ambiguità, prima fra tutte quella del tempo e luogo in cui si era esaurito l'ossigeno. In più riteneva che oltre a riconoscere i suoi meriti, bisognasse anche esprimere «Il demerito di coloro che queste, e altre conseguenti e infami vicende causarono e ancora tendono a sostenere», riferendosi con ciò a Compagnoni e Lacedelli ma anche a Desio. Da parte del CAI arrivò invece un invito a "non infierire".

### La revisione finale
Nel 2004 in previsione del cinquantesimo anniversario della spedizione un gruppo di giornalisti e di alpinisti lanciò al CAI un appello affinché si raggiungesse un definitivo chiarimento su tutti i punti rimasti in sospeso. Il CAI rispose incaricando una commissione formata da "tre saggi" di condurre un'analisi storica e storiografica dei fatti in questione. I tre saggi vengono scelti su indicazione del vicepresidente generale Annibale Salsa e sono:
- Fosco Maraini: alpinista, scrittore, etnologo e orientalista, con esperienza in spedizioni himalayane.
- Alberto Monticone: storico, docente presso la LUMSA e politico.
- Luigi Zanzi: storico, docente presso l'università di Pavia ed esperto di storia e cultura montana.

I tre condussero uno studio sui documenti esistenti, non ritenendo necessaria una nuova indagine storiografica con nuovi interrogatori dei testimoni. Ne risultò una relazione consegnata il 30 aprile 2004 e pubblicata con conferenza stampa il 3 maggio 2004 e successivamente pubblicizzata sulla stampa sociale del CAI. Nel 2007 la relazione dei tre saggi fu inclusa nel libro K2 - Una storia finita.
La relazione dei tre saggi, pur affermando che il CAI avesse già sufficientemente accertato la verità con la presa di posizione del 1994, andava ad integrare e dove necessario rettificare la relazione ufficiale scritta da Desio nel 1954, la quale comunque non veniva modificata.
Nella loro relazione i tre saggi giunsero alla conclusione che l'ossigeno era stato utilizzato fino in vetta. Le testimonianze e i documenti confermavano le indicazioni di Bonatti sui luoghi del campo IX e del bivacco e sugli orari. L'orario di arrivo di Bonatti al campo VII confermava che aveva avuto in vista il luogo del bivacco, dove aveva lasciato le bombole, fino alle sette, e che quindi il momento in cui Compagnoni e Lacedelli avevano iniziato ad utilizzarle si poteva verosimilmente collocare tra le otto e le otto e mezza. In base al controllo effettuato da Abram le bombole erano in piena efficienza, e quindi contenevano una riserva d'ossigeno sufficiente per almeno dieci ore. Non avendole Bonatti potute utilizzare in quanto privo di erogatori e maschera, questo significava che alle diciotto, ora di arrivo in vetta, vi erano ancora 15-30 minuti di ossigeno a disposizione nelle bombole. I tre saggi ritenevano inoltre impossibile che, dopo aver impiegato sette ore e mezza per percorrere 300 metri di dislivello utilizzando l'ossigeno, Compagnoni e Lacedelli ne avessero percorsi ulteriori 200, a quota più elevata e senza ossigeno, in sole due ore, seppure nell'ultimissima parte del percorso il terreno sia più facile. Nel tentativo di dare una spiegazione coerente della testimonianza di Compagnoni e Lacedelli, i tre saggi avanzano un'ipotesi, la quale affermano è tuttavia da considerarsi del tutto congetturale e non documentata dalle fonti. L'ipotesi è che sia avvenuta un'interruzione dell'erogazione di ossigeno (non un esaurimento), in seguito alla quale i due alpinisti abbiano continuato ad utilizzare le maschere e a portare le bombole per i motivi da loro stessi indicati. Questa ipotesi tuttavia, sempre a detta dei tre saggi, è accettabile solo se si immagina il fatto avvenuto non a 8400 metri come riferito dagli alpinisti, ma intorno a 8600 metri, ormai sulla facile cresta e a pochi metri dalla cima. L'utilizzo delle maschere come "protezione" sarebbe infatti possibile solo per pochi minuti, e le spiegazioni addotte per giustificare il trasporto delle bombole vuote (difficoltà di togliersele e necessità di lasciare in cima una "voluminosa prova" del passaggio) risultano consistenti solo in considerazione dell'estrema vicinanza alla vetta. Viene comunque precisato che questa ipotesi non rientra nella "verità storica" documentata.
Bonatti non fu completamente soddisfatto dalle risultanze dei tre saggi. Vi erano infatti alcune discrepanze con quanto lui sosteneva. Egli infatti affermava che la partenza di Compagnoni e Lacedelli doveva essere collocata non prima delle 8.30, e che le bombole erano garantite per durare dodici ore, lasciando quindi due ore e mezza di ossigeno disponibile al momento dell'arrivo in vetta. Inoltre era completamente contrario all'ipotesi dell'interruzione dell'ossigeno nei pressi della vetta. Le obiezioni non furono accettate. Luigi Zanzi rispose ribadendo che i documenti esistenti potevano dare un'indicazione di massima dell'orario soltanto collocandolo in un intervallo di tempo compreso tra le 8.00 e le 8.30, giudicando in ogni caso non rilevante un eventuale scarto di un quarto d'ora su una scalata di dieci ore. Riguardo all'ossigeno Zanzi richiese la consulenza tecnica di Erich Abram, che all'epoca della spedizione era il responsabile tecnico delle bombole. Questi convenne che era necessario effettuare una taratura sulla durata della disponibilità d'ossigeno, giungendo ad indicare una durata minima di dieci ore. Quanto all'ipotesi dell'interruzione di erogazione, fu ribadito che si trattava solo di una congettura e come tale andava considerata. Nel 2014 Mick Conefrey, documentarista della Bbc, avanzò l'idea che Compagnoni e Lacedelli potessero aver effettivamente esaurito le bombole di ossigeno prima di arrivare sulla vetta. Conefrey giunse a tale conclusione analizzando le riprese di vetta, effettuate da Compagnoni e Lacedelli con una cinepresa 16 mm a molla, le quali mostrano a terra, sulla neve, i trespoli con le bombole che i due alpinisti si erano appena tolti dalla schiena. In primo piano ne appaiono una rossa e l'altra blu. Questo fotogramma dimostrerebbe che lassù non sono arrivate solo le affidabili bombole tedesche blu della Dräger di Lubecca, ma anche quelle italiane della Dalmine, rosse, sulle quali si era deciso di non far conto per l'assalto finale, in quanto Erich Abram, responsabile del deposito di "aria", si era reso conto che perdevano troppo.  A differenza di quelle tedesche da 220 atmosfere che potevano scendere al massimo a 200, le Dalmine si svuotavano, infatti, fin quasi a metà. Colpa della valvola, semplificata forse troppo per evitare che si ghiacciasse e risparmiare sul peso.
Lo storico della montagna Roberto Mantovani scrisse un nuovo resoconto della spedizione del 1954 basandosi sulla relazione dei tre saggi. Il resoconto fu anch'esso incluso nel libro K2 - Una storia finita.
Dopo il CAI, anche la Società Geografica Italiana accettò la versione di Bonatti. Durante un incontro organizzato nel dicembre 2008 a Villa Celimontana a Roma, sede storica della Società Geografica - di cui lo stesso capo spedizione Ardito Desio fu socio - venne ufficialmente ratificata anche dalla Società Geografica la relazione dei tre saggi. Alla riunione fra gli altri erano presenti Annibale Salsa (presidente del Club Alpino Italiano), Franco Salvatori (presidente della Società Geografica Italiana), Claudio Smiraglia (presidente del Comitato Glaciologico Italiano, già allievo di Desio), Agostino Da Polenza (organizzatore della spedizione al K2 del cinquantenario) e Roberto Mantovani (storico della montagna).
Bonatti espresse soddisfazione per quanto stabilito dalla Società Geografica.